# Oberentzen
Oberentzen település Franciaországban, Haut-Rhin megyében. Lakosainak száma 711 fő (2022. január 1.). Oberentzen Rouffach, Niederentzen, Munwiller, Meyenheim, Hirtzfelden és Biltzheim községekkel határos.

## Népesség
A település népességének változása:
| Lakosok száma | 581  | 614  | 635  | 637  | 644  | 665  | 686  | 698  | 711  |
|               | 2013 | 2015 | 2016 | 2017 | 2018 | 2019 | 2020 | 2021 | 2022 |